# Сара (приток Остречинки)
Сара — река в России, протекает по Прионежскому району Карелии и Подпорожскому району Ленинградской области.
Исток — в Прионежском районе Карелии, в километре восточнее деревни Ревсельга. Течёт на восток, примерно через километр достигает границы Ленинградской области и ещё километр протекает по этой границе. Далее течёт по ненаселённой местности, впадает в Остречинку с левого берега, в 12 км от её устья. Длина реки составляет 17 км.

## Данные водного реестра
По данным государственного водного реестра России относится к Балтийскому бассейновому округу, водохозяйственный участок реки — Свирь без бассейна Онежского озера, речной подбассейн реки — Свирь (включая реки бассейна Онежского озера). Относится к речному бассейну реки Нева (включая бассейны рек Онежского и Ладожского озера).
Код объекта в государственном водном реестре — 01040100712102000012042.